# Michel Deguy
Michel Deguy   (Draveil, 23 de maig de 1930 - 5è districte de París, 16 de febrer de 2022) fou un poeta i assagista francès.
La seva obra, exigent i hermètica, té una clara influència de Saint-John Perse, amb un estil molt basat en la tradició.

## Obres
- Actes (1966)
- Le monde de Thomas Mann (1962)
- Les meurtrières (1959)
- Fragments du cadastre (1960)
- Poèmes de la presqu'île (1961)
- Biefs (1963)
- Oui-dire (1966)
- Tombeau de Du Bellay (1973)
- Jumelages (1978)
- Donnant donnant (1981)
- Livre des gisants (1983).